# ميك ديلاني
ميك ديلاني (بالإنجليزية: Mick Delaney)‏ هو مدير فني أمريكي، ولد في 2 ديسمبر 1942 في بوتي في الولايات المتحدة.